# 핑크토끼
"핑크토끼"는 2009년에 개봉한 대한민국의 영화이다.

## 캐스팅
- 고다미 : 다혜 역
- 권철 : 백한근 역
- 권오진 : 강렬 역
- 김미야 : 재희 역
- 공유석 : 김 팀장 역
- 정행심 : 엄마 역
- 호민 : 창근 역
- 조영진 : 최원작 역
- 류진 : 혜숙 역
- 류혜연 : 문 선생 역
- 김상석 : 병순 역
- 이엽 : 에로감독 역
- 배선화 : 지오 역
- 홍완택 : 조감독 역
- 권기백 : 병순친구 역
- 양귀례 : 새우깡할머니 역
- 양지웅 : 건달 1 역
- 김정한 : 배주인 역
- 데이빗 : 외국인 1 역
- 켈빈 : 외국인 2 역
- 전병규 : 부동산 중개인 역
- 유승방 : 병순친구 역
- 서용우 : 사고피해자 역
- 방성욱 : 남자 1 역
- 전주협 : 남자 2 역
- 박지수 : 건달 1 역
- 김진혁 : 형사 1 역
- 권영래 : 형사 2 역
- 류성문 : 방송PD 역
- 문병희 : 낯선사람 역
- 이민수 : 꼬마 1 (남) 역